# Paramarpissa griswoldi
Paramarpissa griswoldi là một loài nhện trong họ Salticidae.
Loài này thuộc chi Paramarpissa. Paramarpissa griswoldi được Dmitri Viktorovich Logunov & Cutler miêu tả năm 1999.